# Ari Þorgilsson
Ari Þorgilsson, přepisem též Ari Thorgilsson nebo Ari hinn fróði (1067–1148) byl nejvýznamnější středověký islandský kronikář. Jeho nejdůležitějším dílem je Íslendingabók (Kniha Islanďanů), první dějepisná kniha ve staré severštině. Není jisté, zda je autorem ještě jiného díla, avšak spekuluje se, že mohl napsat významnou část kroniky Landnámabók a některé naučné články. Studoval v Haukadaluru, byl zde žákem Teitura Ísleifssona (syna prvního islandského biskupa Ísleifura Gissurarsona). V pozdějším životě se pravděpodobně stal knězem v Staðastaðuru.